# Ільдібаєво
Ільдіба́єво (рос. Ильдибаево, удм. Эльдыбай) — село у складі Кіясовського району Удмуртії, Росія.
Населення — 352 особи (2010; 427 у 2002).
Національний склад:
- росіяни — 87 %